# Monika Wołowiec
Monika Wołowiec (ur. 14 lutego 1976) – polska skeletonistka, reprezentantka Polski na Zimowych Igrzyskach Olimpijskich 2006 w Turynie (15. miejsce – ostatnie). Była polską debiutantką w tej konkurencji na igrzyskach.

## Kariera
Sportową karierę rozpoczęła od lekkoatletyki – zdobywała medale mistrzostw Polski w wielobojach i sztafecie 4 x 100 metrów, była także finalistką mistrzostw kraju w innych konkurencjach – skoku w dal oraz skoku o tyczce.
Jest absolwentką wrocławskiego AWF. Po ukończeniu studiów wyjechała do Stanów Zjednoczonych, gdzie rozpoczęła treningi skeletonu. W USA Wołowiec trenowała z Amerykanami, mając wsparcie ze strony trenerów reprezentacji tego kraju. M.in. dzięki nim wystartowała na mistrzostwach świata w Calgary w 2005 roku, na których zajęła 21 lokatę. Przed startami w skeletonie Monika Wołowiec startowała w bobslejowych dwójkach jako rozpychająca, razem z Joanną Steinhilber. Nie udało im się jednak zakwalifikować do igrzysk olimpijskich w Salt Lake City w 2002 r.